# جو برایان
جو برایان (انگلیسی: Joe Bryan؛ زادهٔ ۱۷ سپتامبر ۱۹۹۳) بازیکن فوتبال اهل بریتانیا است.
از باشگاه‌هایی که در آن بازی کرده‌است می‌توان به باشگاه فوتبال بریستول سیتی، باشگاه فوتبال فولام، باشگاه فوتبال بث سیتی، و باشگاه فوتبال پلیموث آرگیل اشاره کرد.